# Jude Bentley
Jude Nathaniel Bentley (* 25. Februar 1978 in Georgetown; † 8. Februar 2020 ebenda) war ein guyanischer Radsportler.

## Sportliche Laufbahn
2006 gewann Jude Bentley das heimische Diamond Mineral Water Race. Im selben Jahr startete er bei den  Commonwealth Games im australischen Melbourne im Straßenrennen und im Punktefahren auf der Bahn. Beide Wettbewerbe konnte er nicht beenden, wurde aber im Anschluss vom nationalen Verband wegen disziplinlosem Verhalten während der Games für drei Jahre gesperrt. Erst nach der Zahlung einer hohen Geldstrafe erhielt er drei Jahre später seine Lizenz zurück. 2009 entschied er das Oil Workers Trade Union OWTU Cycling Race auf Trinidad und Tobago für sich. 2010 wurde er guyanischer Vize-Meister im Straßenrennen, 2012 Zeitfahrmeister.
2020 wurde Bentley, der in seiner Heimat ein Sportidol war, auf einer Trainingsfahrt in seiner Heimatstadt von einem neben ihm fahrenden Auto von der Straße gedrängt. Er stürzte und erlitt tödliche Verletzungen. Am Steuer des Wagens saß der ehemalige hochrangige Soldat und prominente Politiker Gary Best, der unter Alkoholeinfluss gestanden haben soll. Best, der für einen Sitz im nationalen Parlament kandidierte, wurde in Untersuchungshaft genommen. Nachdem er gegen Zahlung einer Kaution aus der Haft entlassen worden war, kündigte er an, vorerst nicht öffentlich aufzutreten. Im Februar 2021 wurde Best von einer Schuld am Tod von Bentley freigesprochen.
Bentley hinterließ seine Frau und sieben Kinder.

## Erfolge
2012
- Guyanischer Meister – Einzelzeitfahren